# Podcitonja
Podcitonja är en ort i Bosnien och Hercegovina.   Den ligger i entiteten Federationen Bosnien och Hercegovina, i den centrala delen av landet, 40 km väster om huvudstaden Sarajevo. Podcitonja ligger 557 meter över havet och antalet invånare är 115.
Terrängen runt Podcitonja är huvudsakligen kuperad, men västerut är den bergig. Podcitonja ligger nere i en dal. Närmaste större samhälle är Fojnica, 1,5 km väster om Podcitonja.
Omgivningarna runt Podcitonja är en mosaik av jordbruksmark och naturlig växtlighet. Runt Podcitonja är det ganska tätbefolkat, med 93 invånare per kvadratkilometer.